# ハウストン郡 (ジョージア州)
座標: 北緯32度28分 西経83度40分 / 北緯32.46度 西経83.67度
ハウストン郡（英: Houston County、発音は[ˈhaʊstən]で、テキサス州ヒューストンのような[ˈhjuːstən]ではない）は、アメリカ合衆国ジョージア州にある郡。人口は16万3633人（2020年）。郡庁所在地はペリー (Perry)であり、最大の都市はワーナーロビンズである。
1821年5月15日に5つの巨大な郡の一つとして設立されたが、後にビッブ郡、クロウフォード郡、パイク郡、メイコン郡、ピーチ郡を分離した。郡名はこの地で暮らしたジョン・ハウストン元州知事にちなんだもので、サミュエル・ヒューストンとは関係ない。

## 地理
国勢調査局によると、この郡の総面積は984平方キロ（380平方マイル）で、うち976平方キロ（377平方マイル）が陸地、総面積の0.81%にあたる8平方キロ（3平方マイル）が水域となっている。
幹線道路
- 州間高速道路75号線
- 国道41号線
- 国道129号線
- 国道341号線
- 州道7号線
- 州道11号線
- 州道26号線
- 州道49号線
- 州道96号線
- 州道127号線
- 州道224号線
- 州道247号線
- 州道401号線

隣接する郡
- ビッブ郡（北）
- トゥイッグス郡（東）
- ブレックリー郡（南東）
- プラスキ郡（南南東）
- ドゥーリー郡（南）
- メイコン郡（南西）
- ピーチ郡（西）
- クロウフォード郡（北西）

## 人口動態

2000年国勢調査の結果をもとに作成した郡の人口ピラミッド

2000年国勢調査時点で、この郡には11万765人、4万911世帯、3万233家族が暮らしている。人口密度は1平方キロあたり114人で、平方マイルに換算すると294人となる。住居数は4万4509軒で、1平方キロに平均46軒（1平方マイルあたりでは118軒）が建っていることになる。住民のうち白人は70.57%、アフリカ系は24.76%、ネイティブ・アメリカンは0.34%、アジア系は1.59%、太平洋諸島系は0.06%、その他の人種は1.03%、混血は1.65%、ヒスパニック（ラテン系）は3.04%を占める。
4万911世帯のうち38.4%は18歳未満の子どもと暮らしており、56.0%は夫婦で生活している。14.0%は未婚の女性が世帯主であり、26.1%は家族以外の住人と同居している。22.1%が独り身世帯で、6.2%を独居老人の世帯が占める。1世帯あたりの平均構成人数は2.65人、家庭の平均構成人数は3.10人である。
住民のうち28.2%が18歳未満の未成年、9.5%が18歳以上24歳以下、31.8%が25歳以上44歳以下、21.3%が45歳以上64歳以下、9.3%が65歳以上となっており、平均年齢は34歳である。女性100人に対して男性が96.9人いる一方、18歳以上の女性100人に対しては93.4人いる。
一世帯あたりの平均収入は4万3638米ドル、家族ごとでは5万384米ドルである。男性の平均収入は3万6031米ドル、女性の平均収入は2万5537米ドル。年は異なるが、2006年の労働者でない人々も含めた住民一人当たりの収入は2万9525米ドルとなる。総人口の10.2%、家族の8.4%、18歳未満の子どもの14.3%、および65歳以上の高齢者の9.5%は貧困線以下の収入で生計を立てている。

## 都市および町
- ペリー (en:Perry, Georgia)
- ワーナーロビンス
- ロビンス空軍基地 (en:Robins Air Force Base, Georgia)
- センタービル (en:Centerville, Georgia)

## 非法人地域
- ボネア (en:Bonaire, Georgia)
- バイロン (en:Byron, Georgia) - 大部分がピーチ郡に属する
- クリンチフィールド (en:Clinchfield, Georgia)
- ダンバー (en:Dunbar, Georgia)
- エルバータ (en:Elberta, Georgia)
- エルコ (en:Elko, Georgia)
- グロバニア (Grovania)
- ヘンダーソン (Henderson)
- ヘインズビル (Haynesville)
- カスリーン (en:Kathleen, Georgia)
- クロンダイク (Klondike)
- ハウストンレイク (Houston Lake)
- サンドベッド (Sand Bed)
- パブスト (Pabst)